# Myriochele picta
Myriochele picta är en ringmaskart som beskrevs av Rowland Southern 1921. Myriochele picta ingår i släktet Myriochele och familjen Oweniidae. Inga underarter finns listade i Catalogue of Life.